# 남아메리카자이언트쥐
남아메리카자이언트쥐 또는 굴파는자이언트쥐(Gyldenstolpia fronto)는 비단털쥐과에 속하는 설치류이다. 아르헨티나와 브라질에서 발견된다. 자연 서식지는 건조 사바나 지역이다.

## 아종
- G. f. chacoensis
- † G. f. fronto